# Brada Rezső
Brada Rezső, Bradac Rezső (Budapest, Terézváros, 1906. január 6. – Budapest, 1948. április 28.) koreográfus, balettmester és -táncos.

## Élete
Brada Ede (1879–1955) koreográfus, balett-táncos és Máder Józsa (1884–1941) fiaként született. Anyai nagyapja Máder Rezső (1856–1940) karmester, zeneszerző volt.
Alig tizenegy éves, mikor elkezdett táncolni tanulni, 1921-ben lépett fel először az Operaházban az édesapja Brada Ede és Máder R. koreográfiájával előadott Mályvácska királykisasszony című balett Szerecsen szerepében. Ettől kezdve rövid megszakítással 1944-ig az Operaházban működött, annak 1930-tól magántáncosa is volt.
1927–1928-ban nagy sikerű amerikai turnén vett részt, és Bécsben is vendégszerepelt. 1934-től koreográfiákat is készített az operai balettegylet számára. 1935–1937 között operaházi balettmesterként működött. Műveiben a mozdulatművészet és a pantomim formavilágát is felhasználta.
1942. július 29-én házasságot kötött Bányai Rózsival, akivel Erdélyben voltak nászúton. 1943-ban született meg a kisfiuk, Miklós.

## Főbb szerepei
- Mór (Brada Ede: Petruska)
- Csongor (Cieplinski: Csongor és Tünde)
- Pán (Milloss A.: Prométheusz)
- Florestan (Milloss A.: Karnevál)
- A molnár (Háromszögletű kalap)
- Argyrus királyfi (címszerep)
- Rózsa lelke (címszerep)

## Főbb koreográfiái
- A szent fáklya (1934, Dohnányi Ernő zenéje)
- Az önző óriás (1936, Hubay Jenő zenéje)
- Lysistrata (1937, Lajtha László zenéje)
- A tükör (1937, Siklós Albert zenéje)